# Ljubičevac (Stragari)
Pour les articles homonymes, voir Ljubičevac.
Ljubičevac (en serbe cyrillique : Љубичевац) est un village de Serbie situé dans la municipalité de  Stragari (Kragujevac), district de Šumadija. Au recensement de 2011, il comptait 43 habitants.

## Démographie
| 1948 | 1953 | 1961 | 1971 | 1981 | 1991 | 2002 | 2011 |
| ---- | ---- | ---- | ---- | ---- | ---- | ---- | ---- |
| 566  | 532  | 460  | 325  | 205  | 122  | 83   | 43   |

|  |